# Michiel English

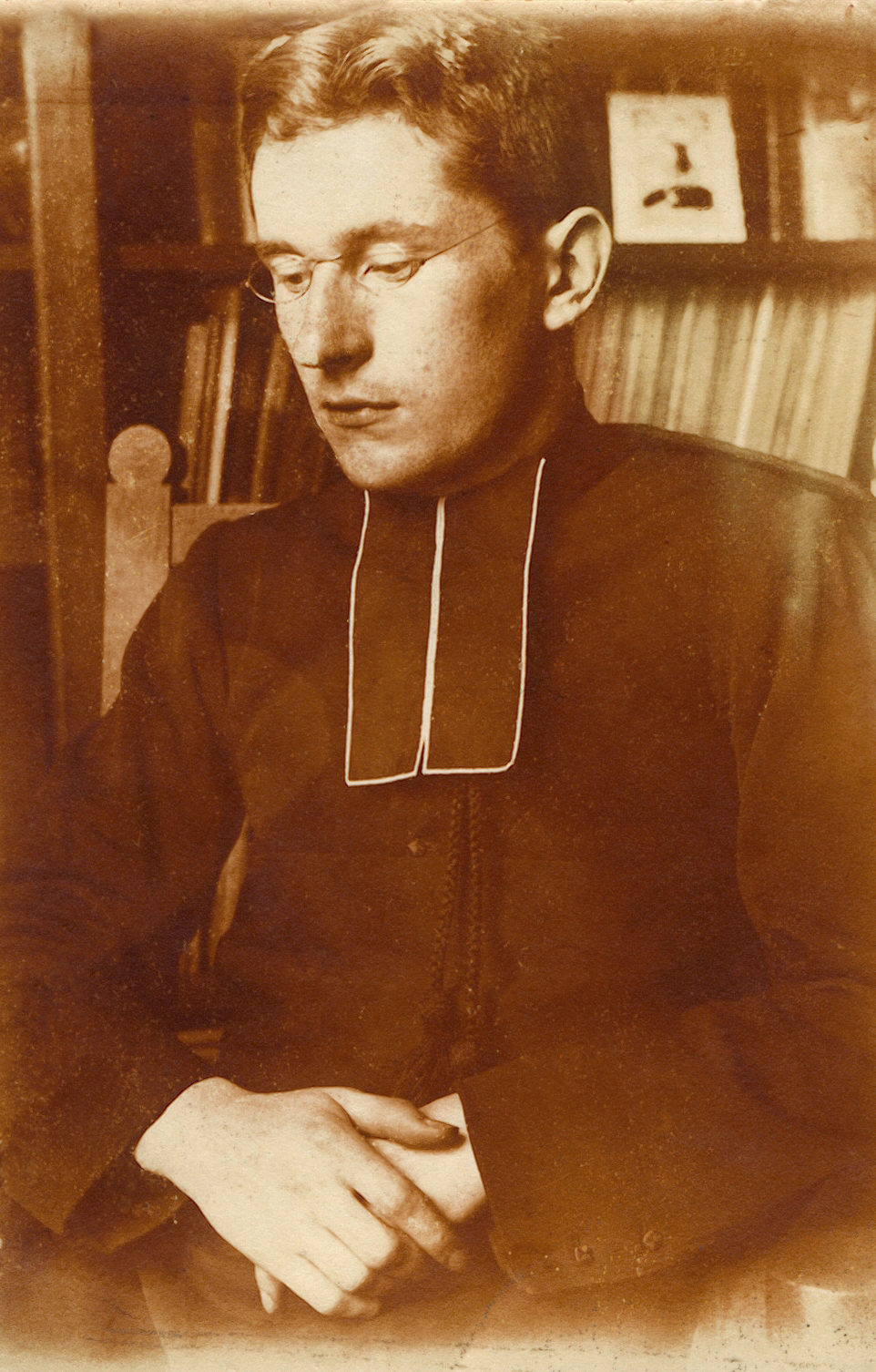
Michiel English kort na zijn priesterwijding in 1910

Michiel English (Brugge, 24 september 1885 – 22 maart 1962) was een Belgisch rooms-katholiek priester en historicus.

## Levensloop
Michiel English werd geboren in het gezin van de Ierse immigrant Henry English (1853-1918) en Marie Dinnewet (1858-1905). Hij was de vijfde van de dertien kinderen. Zijn vader was kunstborduurder en dreef handel in liturgische gewaden. Zijn broer was de kunstenaar en kunstschilder Joe English. Hij volbracht zijn middelbare studies aan het Sint-Lodewijkscollege in Brugge (retorica 1904) en hij leerde er priester Arthur Vuylsteke (1874-1929) kennen die hem een eerste vorming gaf in de kennis van religieuze kunst.
Na zijn seminarietijd, tijdens dewelke hij door Kamiel Callewaert in zijn kunsthistorische belangstelling was aangewakkerd, werd hij op 21 mei 1910 tot priester gewijd. Hij was opeenvolgend hulppriester in Herzeeuw (1910) en leraar van de poësisklas in het bisschoppelijk Sint-Amandscollege in Kortrijk (1910), waar hij onder meer Antoon Viaene onder zijn leerlingen had. Hij werd vervolgens ceremoniemeester in de Sint-Salvatorskathedraal (1919) en archivaris-bibliothecaris van het bisdom (1933). In zijn belangstellingen en geschriften vermengde hij geschiedenis, oudheidkunde, kunstgeschiedenis, volkskunde en liturgie, gebieden waarop hij beslagen was. Hij richtte zich méér op de geschiedenis van 'het volk' dan van 'het land', in opvolging van Guido Gezelle en van Adolf Duclos, van wie hij trouwens de rijke documentatie had geërfd.

## DeDagklapper
Van 1945 tot aan zijn dood verzorgde hij wekelijks in het Brugse parochieblad 'Kerkelijk Leven' een bijdrage onder de titel 'Dagklapper', waarin hij zijn grote kennis van lokale geschiedenis en vooral ook kunstgeschiedenis koppelde aan de liturgische kalender. De artikels werden in zijn tijd veel gelezen door de Bruggelingen die hielden van wat hun stad te bieden had op (religieus) kunstgebied. Het was ook telkens uitkijken of de auteur (die niet ondertekende, maar wel algemeen bekend was) een sneuve (sneer) of kritische opmerking zou maken jegens een of andere pastoor, kerkfabriek, burgerlijke of kerkelijke overheid. Zijn ironische opmerkingen waren ruim bekend, en in hun geschreven vorm waren ze maar de verzachte uitdrukking van wat hij mondeling ten beste gaf.
In 1985-1987 werd in zes boekdelen de volledige uitgave verzorgd van de 771 'Dagklapper'-bijdragen van English, over de periode 1945 tot 1962. Het zesde deel bestond uit een systematische index op deze artikels, die aldus de onoverzichtelijke massa aan gegevens voor verdere opzoeking bruikbaar maakte. (Uitgeverij Tabor, Brugge, ISBN 90-6597-273-0)

## Verenigingen
English werd in 1943 bestuurslid van het Genootschap voor Geschiedenis te Brugge en in 1960 ondervoorzitter. Hij was ook gedurende meer dan een halve eeuw medewerker aan het tijdschrift Biekorf. Hij werd lid van de Commissie van de kerkelijke kunstschatten van het bisdom Brugge, van het Oudheidkundig Genootschap (later Gruuthusemuseum) en van de Provinciale Commissie voor Monumenten en Landschappen.

## Publicaties
- De beevaart naar O. L. Vrouw van Lissewege, (1930).
- O. L. Vrouw van troost te Cortemark, Brugge (1930).
- Sinte Godelieve en haar heiligdommen te Gistel, (1930).
- Handboek voor kosters, 2 vol. (1936).
- Het ontstaan van den zondag, Steenbrugge (ca. 1937).
- Romaansche bouwkunst in West-Vlaanderen, (1939).
- "Aartrijke herbevolkt na den Geuzentijd. 1592." In: Biekorf, 45 (1939).
- "Vereering van Sinte Brigidain Westvlaanderen." In: Biekorf, 46 (1940-1945).
- Godelieve van Gistel, (1944).
- "Sintlodewijkscollege te Brugge" In: Biekorf, 48 (1947).
- Sinte Godelieve en haar beevaart te Gistel, Gistel (1951).